# Zliten
Zliten o también Zlitan ( en árabe : زليتن Zlīţan ) es una ciudad en el distrito de Misrata en  Libia. Se encuentra en la costa sur del mar Mediterráneo, al oeste del golfo de Sidra. Fue la capital del antiguo distrito Zlitan .

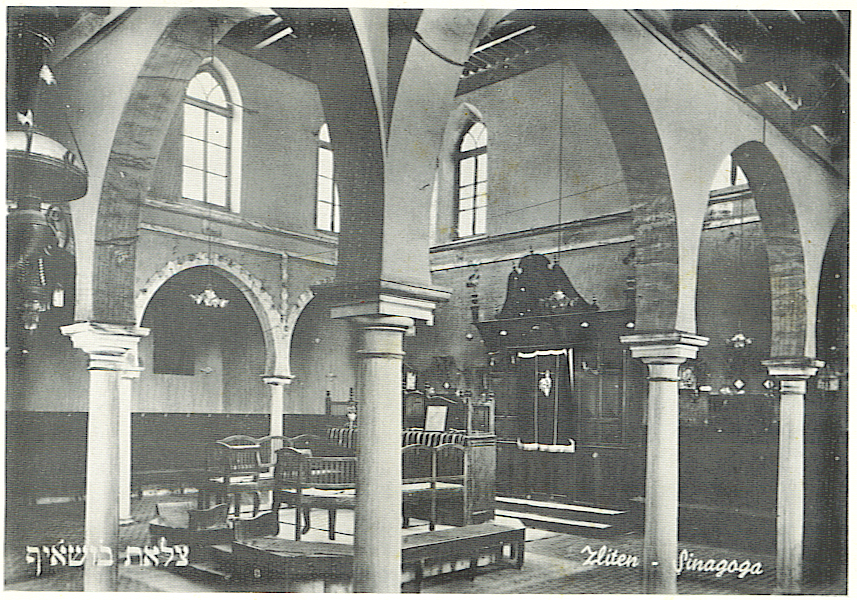
Sinagoga de Slat Abn Shaif, Zliten, antes de la II-GM.

## Localización
El nombre Zliten se da tanto a la ciudad, como a toda la zona. 
Como ciudad, Zliten está situada a 160 km al este de la capital, Trípoli, y a unos 35 km al este de la antigua ciudad romana de Leptis Magna. Está a 60 km al oeste de la ciudad de Misrata y a 40 km  al este al este de Al Khums. Se ha extendido sobre un área de unos 8 km². 
El distrito de Zliten es muy extenso y tiene una superficie de 3000 km² (1200 millas cuadradas). Está rodeado por el Mediterráneo en el norte, por Misrata al este, por Bani Walid al sur y Al Khums-desde al oeste.

## Educación
En Zliten se encuentra una de las universidades más renombrados de Libia, Al-Al-Jamiaa Asmariya (en árabe: الجامعة الاسلامبة, es decir, la Universidad Islámica Al-Asmariya). Se subdivide en varias facultades: Artes, Ciencias, Ciencias Económicas y Políticas, Odontología y Cirugía Bucodental, y Educación. También existe un centro de formación profesional superior, que comprende diversos campos de la ingeniería. 

## Cultura
Hay muchos restos romanos antiguos en Zliten, como la villa costera de Omira ('Darbuk Omira'), donde se descubrieron varios mosaicos impresionantes, y el castillo de Al-Jumaa. La ciudad también conserva el mausoleo y la mezquita de Abd As-Salam Al-Asmar, la mezquita de Abu-Minjal, la mezquita de Albaza y muchas otras mezquitas. Hay una fina caligrafía árabe en piedra arenisca en la parte superior de los pilares exteriores del edificio que dice al-mulk-'illah ("Todo para Allah").
La sinagoga Slat Abn Shaif (hebreo: בית הכנסת צלאת בן שאיף), en Zliten, era una sinagoga histórica y un lugar de peregrinación de Lag Ba'omer para los judíos libios. Tenía más de 900 años, pero fue destruida en la década de 1980 por Gadafi y en su solar se levantaron apartamentos modernos.

### Tarbuni
Zliten es famosa por sus olivos, palmeras y cítricos a lo largo de hermosas costas costeras. Sus palmeras producen lo que se considera por muchos como el mejor tarbuni (jugo de palmera) de Libia. El tarbuni se sirve a menudo con asida, hecha de harina, cocida con sal, y que se comen con  oliva y zumo de palmera. La asida se suele reservar para conmemorar el nacimiento del profeta islámico Mahoma ( Mawlid al-Nabi, que se celebra el duodécimo día del Rabi al-Awwal). La As-Sida es también el plato de celebración preferido por las familias tripolitanas cuando nace un niño.